# The Art of the Quartet
The Art of the Quartet ist ein Jazzalbum von Benjamin Koppel, Kenny Werner, Scott Colley und Jack DeJohnette. Die 2020 in Germantown entstandenen Aufnahmen erschienen 2020 auf Cowbell Music/Unit Records.

## Hintergrund
Der amerikanische Pianist Kenny Werner und der skandinavische Saxophonist Benjamin Koppel hatten bereits seit Mitte der 2000er-Jahre zusammen gearbeitet. Im Duo nahmen sie das Album Walden auf, des Weiteren die Trioalben Coaltion (mit Lionel Loueke) und Freebop (mit David Liebman). Scott Colley und Jack DeJohnette haben zuvor bei vielen Gelegenheiten zusammen gespielt, unter anderem in der Gruppe Hudson mit John Scofield.

## Titelliste
- Benjamin Koppel, Kenny Werner, Scott Colley, Jack DeJohnette: The Art of the Quartet (Cowbell Music #77, Unit Records UTR 4958)[1]

CD1
1. Free I (Scott Colley / Jack DeJohnette / Benjamin Koppel / Kenny Werner) 9:57
2. Bells of Beliefs (Benjamin Koppel) 10:49
3. Night Seeing (Benjamin Koppel) 11:54
4. Ahmad the Terrible (DeJohnette) 9:25
5. Follow (Kenny Werner) 5:38
6. Free II (Scott Colley / Jack DeJohnette / Benjamin Koppel / Kenny Werner) 17:32

CD2
1. Iago (Kenny Werner) 10:23
2. Ballad for Trane (Kenny Werner) 9:43
3. If I Should Lose You (Ralph Rainger / Leo Robin) 11:12
4. Americana (Scott Colley) 6:55
5. One On One (DeJohnette) 11:07
6. Sada (Kenny Werner) 11:34

## Rezeption

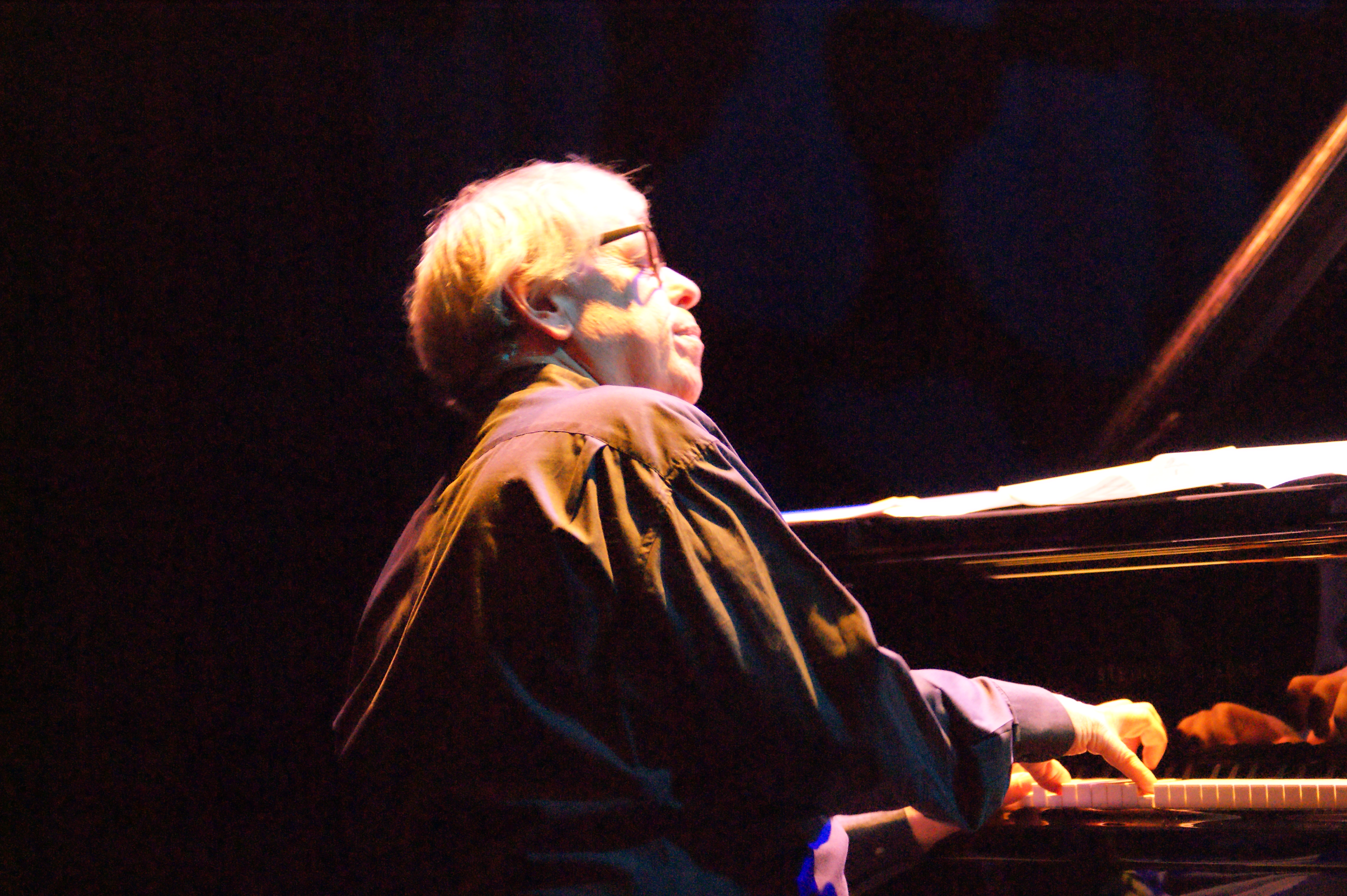
Kenny Werner (2014)

Nach Ansicht von Michael Eck (Chronogram) habe Koppel mit diesem Quartett expansive Musik geschaffen, lebendig mit Kreativität im Moment; positiv pulsierend mit Menschlichkeit, wobei der Pianist Kenny Werner die langen Exkursionen der Session abgerundet habe. Auch wenn die Töne den Raum füllen, würde sich bei dieser Musik alles um [dazwischen liegende] Räume drehen. Dies umgebe jeden Ton, sogar die donnernden. „Ballad for Trane“ stütze sich auf Koppels üppigen Saxophonton, der über Werners breiten Voicings schwebt. „Bells of Belief“ sei eine Freude für die Gefolgsleute von DeJohnette – der Schlagzeuger spiele treibend, aber niemals aufdringlich.
Benjamin Koppel würde mit Art of the Quartet als einer der besten Altsaxophonisten im Jazz als gleichberechtigter Partner in der Gesellschaft von Kenny Werner, Scott Colley und Jack DeJohnette auftreten, schrieb Stuart Nicholson (Jazzwise), der dem Album vier Sterne gab; auf diesem Album würde er sich als Weltklasse-Musiker entpuppen. Von den kollektiven Improvisationen, die CD 1 eröffnen und schließen, dem von György Ligeti inspirierten „Bells of Belief“, über das besinnliche Lied mit einer Botschaft „Night Seeing“ bis hin zu einer exzellenten Interpretation von DeJohnettes „Ahmad the Terrible“, reife Koppel immer mehr heran. Er würde dabei subtile harmonische Stupser von Kenny Werner aufgreifen, rhythmische Impulse von DeJohnette, auch wenn er die ganze Zeit über seine Kunst vollkommen beherrsche.
Dieses Zwei-CD-Set sei absolut großartig, aber auch ein bisschen abenteuerlich, urteilte Mike Greenblatt in Goldmine. Es enthalte einerseits freie Kollektivimprovisationen, die lange, ausufernde Wege nehmen, um ihr Ziel zu erreichen, andererseits aber auch Kompositionen der Musiker, wie „Bells of Belief“, auf dem DeJohnette ein Glocken-Set spiele. Am besten seien aber die Hommage an den brasilianischen Pianisten Weber Iago von Werner und die Version des Standards „If I Should Lose You“.